# Байдеряково (Яльчикский район)
Байдеря́ково (чув. Патреккел) — село в Яльчикском районе Чувашии. Входит в состав Яльчикского сельского поселения.

## География
Байдеряково расположено на правом берегу р. Малая Була, в 3 км к юго-востоку от райцентра с. Яльчики. До ж.-д. станции Канаш — 76 км, до г. Чебоксары — 153 км. Ближайшая ж.-д. станция Буинск — 32 км.

## Климат
Климат умеренно континентальный с устойчиво морозной зимой (снежный покров до 5 месяцев) и тёплым летом. Средняя температура января −13,6 °C, абсолютный минимум −46 °C, средняя температура июля 19,6 °C, абсолютный максимум 39 °C. За год в среднем выпадает 471 мм осадков.

## Демография
По данным переписей:
1719 год — 23 двора, 91 чел.: 39 муж., 52 жен.

1785 год — 33 двора, 252 чел.

1858 год — 79 дворов, 495 чел.: 236 муж., 259 жен.

1884 год — 99 дворов, 591 чел.

1897 год — 120 дворов, 623 чел.: 306 муж., 317 жен.

1917 год — 157 дворов, 874 чел.

2004 год — 332 двора, 1006 чел.

2007 год — 308 дворов, 950 чел.

## Название
Название села происходит от имени первопоселенца Байдеряка Борзаева.

## История
По воспоминаниям старожилов основателем села был воевода Байдеряк Борзаев (чув. Патирек Пăрсай) выходец из д. Байдеряково (чув. Питирек) Чебоксарского района. Байдеряку за храбрость в боях за взятие Казани царь Иван IV Грозный пожаловал земли на «диком поле». Байдеряк (Пятирек-бабай) был похоронен на старом кладбище, где ему был поставлен памятник из белого камня (кладбище и камень не сохранились).

В архивных документах 1710 года Байдеряково названо «Новая Байдерякова Яльчиковской волости».

В 1742 году открыт храм Успения Пресвятой Богородицы. По этой церкви село стало называться Успенским. Через 100 лет, в 1842 на церковь был поднят купол. Храм действовал 189 лет и был закрыт в 1931 году.